# Kan (fiume)
Il Kan è un fiume della Russia siberiana orientale, affluente di destra dello Enisej. Scorre nei rajon Sajanskij, Irbejskij, Kanskij, Rybinskij e Suchobuzimskij del Territorio di Krasnojarsk.
Nasce dalle pendici settentrionali dei monti Kanskoe Belogor'e che fanno parte dei Saiani Orientali e scorre con direzione mediamente nordoccidentale e settentrionale, attraversando la parte meridionale del Territorio di Krasnojarsk. Gira verso ovest dopo aver toccato l'importante città mineraria di Kansk, alla quale dà il nome e dove il ponte della Transiberiana attraversa il fiume, bagna anche Zelenogorsk prima di sfociare nell'Enisej a 2 356 km dalla foce. Ha una lunghezza di 629 km e il suo bacino è di 36 900 km². La sua portata a 17 km dalla foce è di 293,37 m³/s.
I principali affluenti del fiume sono l'Agul da destra, l'Anža, la Rybnaja e la Bol'šaja Urja da sinistra; vista la rigidità del clima siberiano del suo bacino, il fiume gela in superficie per lunghi periodi ogni anno (all'incirca da novembre ad aprile-maggio).
Il bacino del fiume è compreso in una vasta zona mineraria carbonifera, conosciuta con il nome di Bacino di Kansk-Ačinsk dal nome delle due principali città.